# Église San Vitale Martire

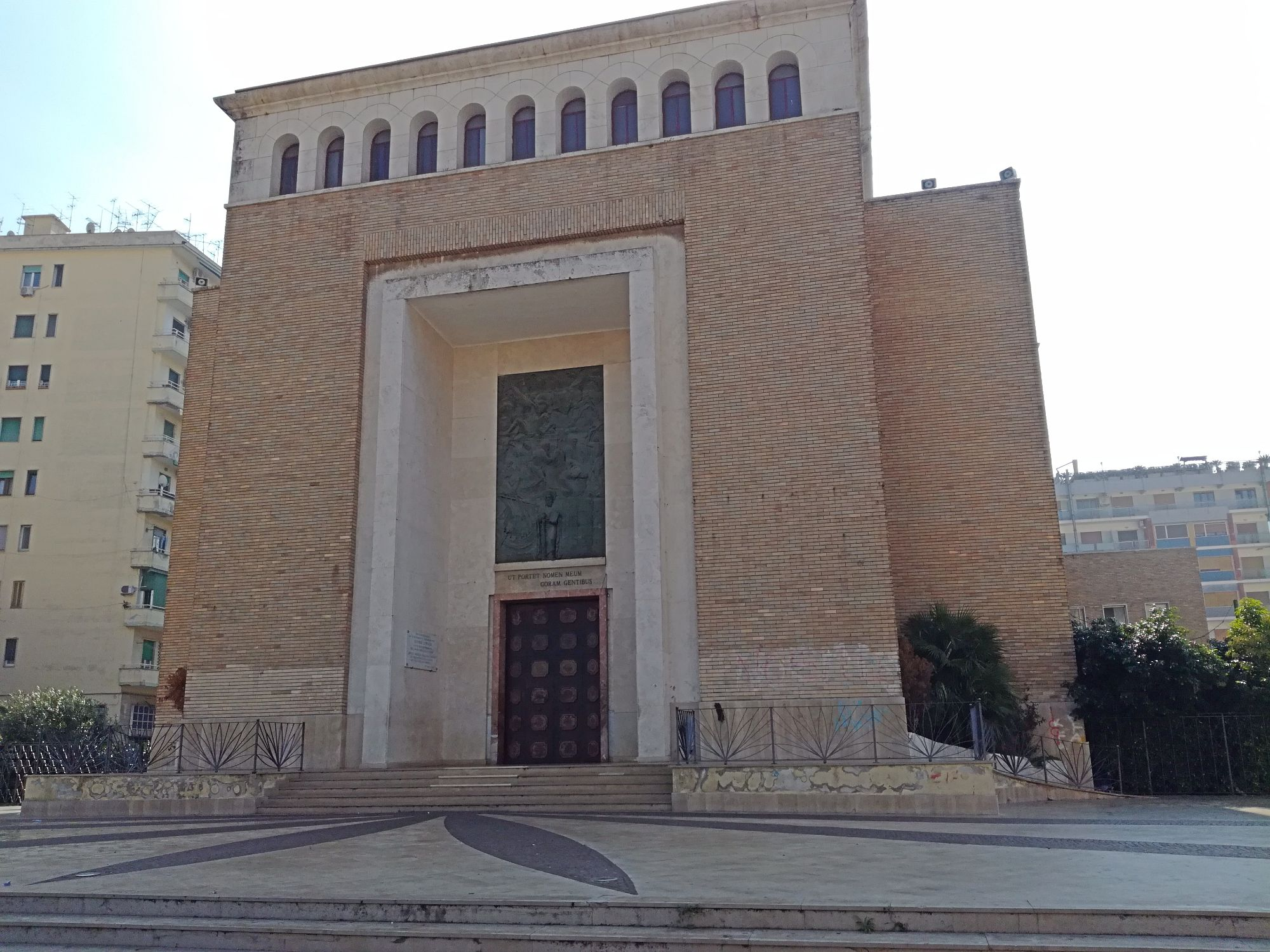
Vue de l'église.

L'église San Vitale Martire (Saint-Vital-Martyr) est une église de Naples située dans le quartier de Fuorigrotta, piazza San Vitale. Elle est consacrée à saint Vital.

## Histoire et description

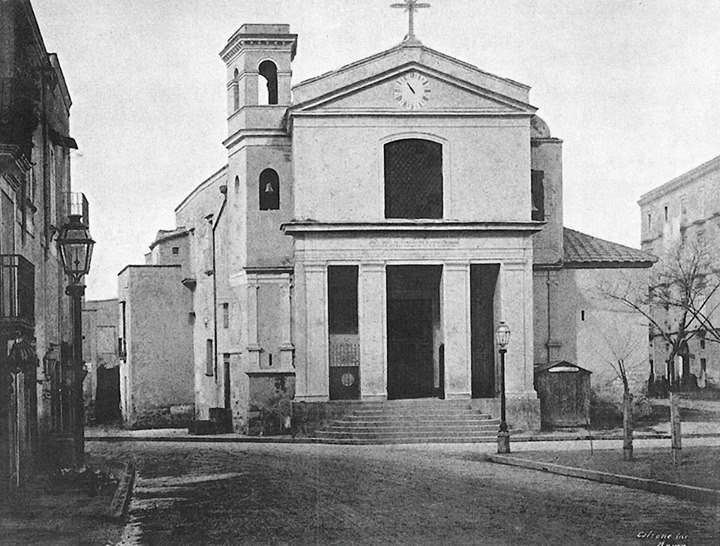
Eglise San Vitale Martire.

Une église dédiée à saint Vital est documentée en 985. Son culte est attesté depuis l'époque du duché byzantin de Naples, dépendant de Ravenne. 
Le poète Giacomo Leopardi y est inhumé. Son monument funéraire est installé en 1844 dans le narthex de l'église, selon le dessin de Michele Ruggiero. La pierre tombale montre une épigraphe d'un ami du poète, Pietro Giordani. Le tombeau est déclaré monument national en 1897, ce qui provoque l'édification d'une nouvelle façade et d'un nouveau narthex. Les travaux durent jusqu'en 1900 et le monument funéraire est restauré en 1902.
L'église est démolie en 1939 pour laisser place au nouveau viale Augusto et à la piazza Italia. Les restes de Leopardi sont transférés dans le parc de la tombe de Virgile, le 22 février 1939.
L'église est reconstruite plus loin entre 1952 et 1954 selon un projet de Ferdinando Chiaromonte, mais elle n'est complètement prête qu'en 1963. De l'ancienne église sont conservés dans la nouvelle deux grands tableaux de Luca Giordano, Le Triomphe de Judith et Le Triomphe de David. La coupole s'inspire lointainement de celle du dôme de Florence. Un orgue de la firme des frères Ruffatti de Padoue est installé en 1996.

## Bibliographie

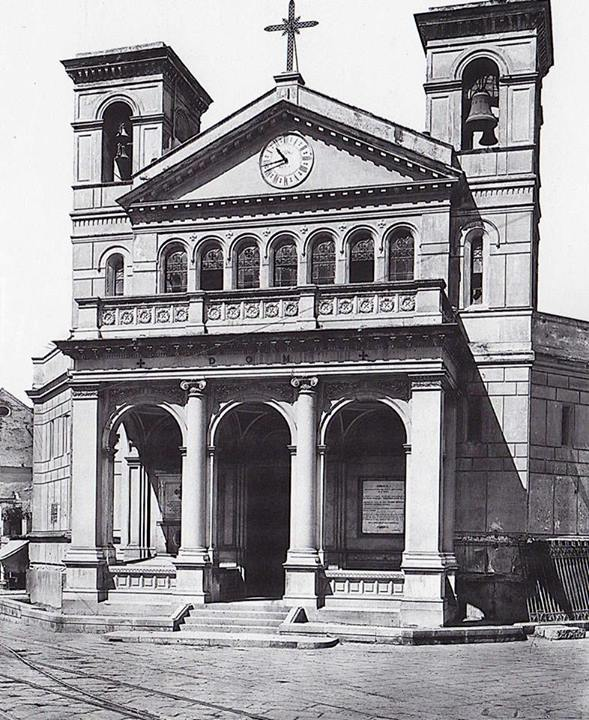
Vue de l'ancienne église en 1900.

## Source de la traduction
- (it) Cet article est partiellement ou en totalité issu de l’article de Wikipédia en italien intitulé « Chiesa di San Vitale Martire » (voir la liste des auteurs).